# Paranthrene affinis
Paranthrene affinis är en fjärilsart som beskrevs av Walter Rothschild 1911. Paranthrene affinis ingår i släktet Paranthrene och familjen glasvingar. Inga underarter finns listade i Catalogue of Life.